# Matteo Bandello
Matteo Bandello (* um 1485 (1480?) in Castelnuovo Scrivia, Italien; † 1561 (1565?) in Agen, Frankreich) war ein italienischer Dichter.

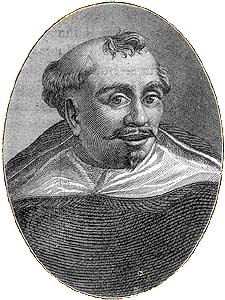
Matteo Bandello

Bandello wurde zwar Dominikaner, führte jedoch ein wechselvolles Leben: er war zeitweise auch als Erzieher, Diplomat und Soldat tätig. Nach längerem Aufenthalt in Mailand wurde er in Mantua Hauslehrer der berühmten Lucrezia Gonzaga, der er ein ausführliches Gedicht widmete. Zu seinen zahlreichen Bekanntschaften zählte unter anderem Niccolò Machiavelli. Während der Auseinandersetzungen um Mailand (1520–25) war er Anhänger der französischen Partei und verlor sein Erbe. In der Folge floh er nach Frankreich. Im Jahr 1550 wurde er schließlich von König Heinrich II. zum Bischof von Agen ernannt. Dort verbrachte er seinen Lebensabend als Schriftsteller.
Bandello verfasste 214 Novellen nach dem Vorbild Giovanni Boccaccios. Sie lassen beträchtliche dichterische Fähigkeiten erkennen und „zeichnen sich durch naive und drastisch wirkende Darstellung, aber zum Teil auch durch große Schlüpfrigkeit des Inhalts aus“ (Meyers Konversationslexikon). Damit begründete Bandello in der Literatur der späten Renaissance einen neuen Trend, der seine Kollegen in Frankreich, Spanien und England in den folgenden Jahrzehnten stark beeinflusste. Die ersten drei Bände erschienen 1554, ein vierter folgte 1573.
Einige seiner Novellen dienten William Shakespeare als Vorlage für seine Stücke. Die bekannteste und wichtigste Vorlage ist die über den tragischen Tod zweier unglücklicher Liebender Romeo und Giulietta (La sfortunata morte di due infelicissimi amanti, Novelle II,9). Auch Shakespeares Much Ado About Nothing und Twelfth Night sollen auf Vorlagen Bandellos zurückgehen.
Eine Novelle Bandellos diente John Webster als Anregung für seine Tragödie Die Herzogin von Malfi.